# Mirindòu
Mérindol-les-Oliviers és un municipi francès situat al departament de la Droma i a la regió d'Alvèrnia-Roine-Alps. L'any 2007 tenia 189 habitants.

## Demografia

### Població
El 2007 la població de fet de Mérindol-les-Oliviers era de 189 persones. Hi havia 84 famílies de les quals 19 eren unipersonals (19 dones vivint soles i 19 dones vivint soles), 42 parelles sense fills i 23 parelles amb fills.
La població ha evolucionat segons el següent gràfic:
Habitants censats

### Habitatges
El 2007 hi havia 139 habitatges, 85 eren l'habitatge principal de la família, 51 eren segones residències i 4 estaven desocupats. 121 eren cases i 14 eren apartaments. Dels 85 habitatges principals, 62 estaven ocupats pels seus propietaris, 17 estaven llogats i ocupats pels llogaters i 6 estaven cedits a títol gratuït; 4 tenien dues cambres, 15 en tenien tres, 26 en tenien quatre i 39 en tenien cinc o més. 65 habitatges disposaven pel capbaix d'una plaça de pàrquing. A 46 habitatges hi havia un automòbil i a 35 n'hi havia dos o més.

### Piràmide de població
La piràmide de població per edats i sexe el 2009 era:
| Homes | Edats   | Dones |
| ----- | ------- | ----- |
| 0     | 95 o +  | 4     |
| 0     | 90 a 94 | 0     |
| 0     | 85 a 89 | 4     |
| 0     | 80 a 84 | 0     |
| 4     | 75 a 79 | 4     |
| 12    | 70 a 74 | 8     |
| 4     | 65 a 69 | 8     |
| 12    | 60 a 64 | 8     |
| 0     | 55 a 59 | 4     |
| 16    | 50 a 54 | 4     |
| 0     | 45 a 49 | 0     |
| 8     | 40 a 44 | 4     |
| 8     | 35 a 39 | 4     |
| 8     | 30 a 34 | 12    |
| 12    | 25 a 29 | 4     |
| 4     | 20 a 24 | 8     |
| 4     | 15 a 19 | 4     |
| 12    | 10 a 14 | 8     |
| 4     | 5 a 9   | 4     |
| 12    | 0 a 4   | 4     |

## Economia
El 2007 la població en edat de treballar era de 122 persones, 85 eren actives i 37 eren inactives. De les 85 persones actives 80 estaven ocupades (44 homes i 36 dones) i 5 estaven aturades (3 homes i 2 dones). De les 37 persones inactives 9 estaven jubilades, 11 estaven estudiant i 17 estaven classificades com a «altres inactius».

### Ingressos
El 2009 a Mérindol-les-Oliviers hi havia 96 unitats fiscals que integraven 209 persones, la mediana anual d'ingressos fiscals per persona era de 15.078 €.

### Activitats econòmiques
Dels 14 establiments que hi havia el 2007, 1 era d'una empresa de fabricació d'altres productes industrials, 4 d'empreses de construcció, 2 d'empreses de comerç i reparació d'automòbils, 2 d'empreses d'hostatgeria i restauració, 1 d'una empresa immobiliària, 2 d'entitats de l'administració pública i 2 d'empreses classificades com a «altres activitats de serveis».
Dels 5 establiments de servei als particulars que hi havia el 2009, 3 eren paletes, 1 electricista i 1 perruqueria.
L'any 2000 a Mérindol-les-Oliviers hi havia 32 explotacions agrícoles que ocupaven un total de 330 hectàrees.

## Equipaments sanitaris i escolars
El 2009 hi havia una escola maternal integrada dins d'un grup escolar amb les comunes properes formant una escola dispersa.

## Poblacions més properes
El següent diagrama mostra les poblacions més properes.